# Basili d'Ais
|  | Per a altres significats, vegeu «Sant Basili». |

Basili d'Ais va ser bisbe d'Ais de Provença al segle v. És venerat com a sant per l'Església catòlica.

## Biografia
Va regir la diòcesi entre 474 i 494, quan va morir en llaor de santedat. Amb els bisbes Lleonci d'Arle, Faust de Riez i Grec de Marsella, va rebre l'encàrrec de l'emperador Juli Nepot de negociar la pau amb els visigots, cedint-los Alvèrnia a canvi que marxessin de la Provença, la qual cosa va provocar acusacions de traïció per part del bisbe Sidoni Apol·linar.
L'Església catòlica el va declarar sant i se celebra l'1 de gener.